# Затон Доли
Затон Доли је насељено место у саставу општине Стон, Дубровачко-неретванска жупанија, Република Хрватска.

## Географски положај
Место се налази у увалици испод Јадранске магистрале у непосредној близини главне раскрснице за полуострво Пељешац.
Становници Затон Дола се баве узгајањем шкољки, острига (каменица) и дагњи те риболовом и пољопривредом.

## Историја
До територијалне реорганизације у Хрватској налазили су се у саставу старе општине Дубровник.

## Становништво
На попису становништва 2011. године, Затон Доли су имали 61 становника.
| Број становника по пописима | Број становника по пописима | Број становника по пописима | Број становника по пописима | Број становника по пописима | Број становника по пописима | Број становника по пописима | Број становника по пописима | Број становника по пописима | Број становника по пописима | Број становника по пописима | Број становника по пописима | Број становника по пописима | Број становника по пописима | Број становника по пописима | Број становника по пописима |
| --------------------------- | --------------------------- | --------------------------- | --------------------------- | --------------------------- | --------------------------- | --------------------------- | --------------------------- | --------------------------- | --------------------------- | --------------------------- | --------------------------- | --------------------------- | --------------------------- | --------------------------- | --------------------------- |
| 1857                        | 1869                        | 1880                        | 1890                        | 1900                        | 1910                        | 1921                        | 1931                        | 1948                        | 1953                        | 1961                        | 1971                        | 1981                        | 1991                        | 2001                        | 2011                        |
| 179                         | 199                         | 218                         | 241                         | 305                         | 301                         | 273                         | 283                         | 298                         | 295                         | 283                         | 395                         | 199                         | 172                         | 158                         | 61                          |

Напомена: У 1857. и 1869. исказано под именом Затон. Од 1857. до 1971. садржи податке за бивше насеље Замаслина које је од 1890. до 1931. исказивано као насеље.

### Попис1991.
На попису становништва 1991. године, насељено место Затон Доли је имало 172 становника, следећег националног састава:
| Попис 1991.‍ | Попис 1991.‍ | Попис 1991.‍ | Попис 1991.‍ | Попис 1991.‍ |
| ----------- | ----------- | ----------- | ----------- | ----------- |
|             |             |             |             |             |
| Хрвати      | Хрвати      |             | 170         | 98,83%      |
| Срби        | Срби        |             | 1           | 0,58%       |
| непознато   | непознато   |             | 1           | 0,58%       |
| укупно: 172 |             |             |             |             |